# シリアス・ビジネス
『シリアス・ビジネス』（Serious Business）は、アメリカ合衆国のブルース・ミュージシャン、ジョニー・ウィンターが1985年に発表したスタジオ・アルバム。

## 解説
アリゲーター・レコード移籍後としては2作目のアルバムで、前作『ギター・スリンガー』（1984年）に引き続きブルース・イグロアとディック・シャーマンが共同プロデューサーとして参加。『レイジン・ケイン』（1980年）に参加したジョン・パリスが、本作では4曲でハーモニカを担当している。
本作はグラミー賞最優秀トラディショナル・ブルース・レコーディング賞にノミネートされた。
音楽評論家のWilliam Ruhlmannはオールミュージックにおいて「（前作と同様）本作の傾向はマディ・ウォーターズの流儀によるストレートなシカゴ・スタイルのエレクトリック・ブルースである」「ジョニー・ウィンターはもはやスーパースターになろうとしていないように見えるが、完全なブルースマンになろうという努力は大いに成功している」と評している。

## 収録曲
1. "Master Mechanic" (Shamwell, Godbold, Prestage) - 3:40
2. "Sound the Bell" (Garlow, Shuler) - 3:28
3. "Murdering Blues" (Clayton) - 5:01
4. "It Ain't Your Business" (Moore) - 3:54
5. "Good Time Woman" (Johnny Winter) - 6:04
6. "Unseen Eye" (Williamson) - 4:21
7. "My Time After Awhile" (Geddins) - 6:17
8. "Serious as a Heart Attack" (J. Winter) - 3:21
9. "Give It Back" (Thompson) - 3:49
10. "Route 90" (Garlow, Rene) - 4:13

## 参加ミュージシャン
- ジョニー・ウィンター - ボーカル、ギター
- ケン・セイダック - ピアノ
- ジョニー・B・ゲイデン - ベース
- ケイシー・ジョーンズ - ドラムス
- ジョン・パリス - ハーモニカ(on 3. 5. 6. 9.)